# Alexandre Parat
Pour les articles homonymes, voir Parat.
Alexandre Parat, dit l'abbé Parat, est un ecclésiastique français né le 4 décembre 1843 à Toucy et mort le 21 décembre 1931 à Avallon. Il est connu pour ses travaux historiques et archéologiques dans l'Yonne.
Il est localement à l'origine de beaucoup de vocations d'archéologues et d'historiens. Le sérieux et la rigueur de ses travaux en font, encore aujourd'hui, une référence pour toute recherche archéologique dans les grottes de l'Yonne.

## Biographie
Alexandre Parat nait à Toucy le 4 décembre 1843. Après avoir travaillé dans une pharmacie et une librairie, il est ordonné prêtre en mai 1872.

### Archéologie préhistorique
Il s'intéresse à la géologie et à la spéléologie. Il entre à la Société des Sciences Historiques et Naturelles de l’Yonne en décembre 1889. Devenu en 1890 curé de Précy-le-Sec, dans l'Avallonnais, il entreprend de fouiller en 1891 les grottes du Vau de Bouche, puis en 1892 les grottes de Saint-Moré. Le 13 avril 1893, il donne sa première conférence à la Société des Sciences de l'Yonne. En 1894, il commence la fouille des grottes d'Arcy-sur-Cure, où il découvre d'importants vestiges, datés notamment du Protosolutréen, jusque-là inconnu dans l'Yonne. À partir de 1897, il fouille et étudie toutes les grottes de l'Yonne et réalise ainsi un travail important pour l'époque. La Société des Sciences Historiques et Naturelles de l'Yonne contribue au financement de ses fouilles mais aussi à la publication de ses travaux.
L'abbé Parat est distingué au Congrès Archéologique d'Avallon en 1907 où il reçoit une médaille de vermeil. Durant l'hiver 1907-1908, il entreprend les fouilles du temple gallo-romain de Montmarte, à Vault-de-Lugny. En 1912, il est chargé par le Ministère de l'Instruction publique de faire l'étude et le classement des mégalithes de l'Yonne.

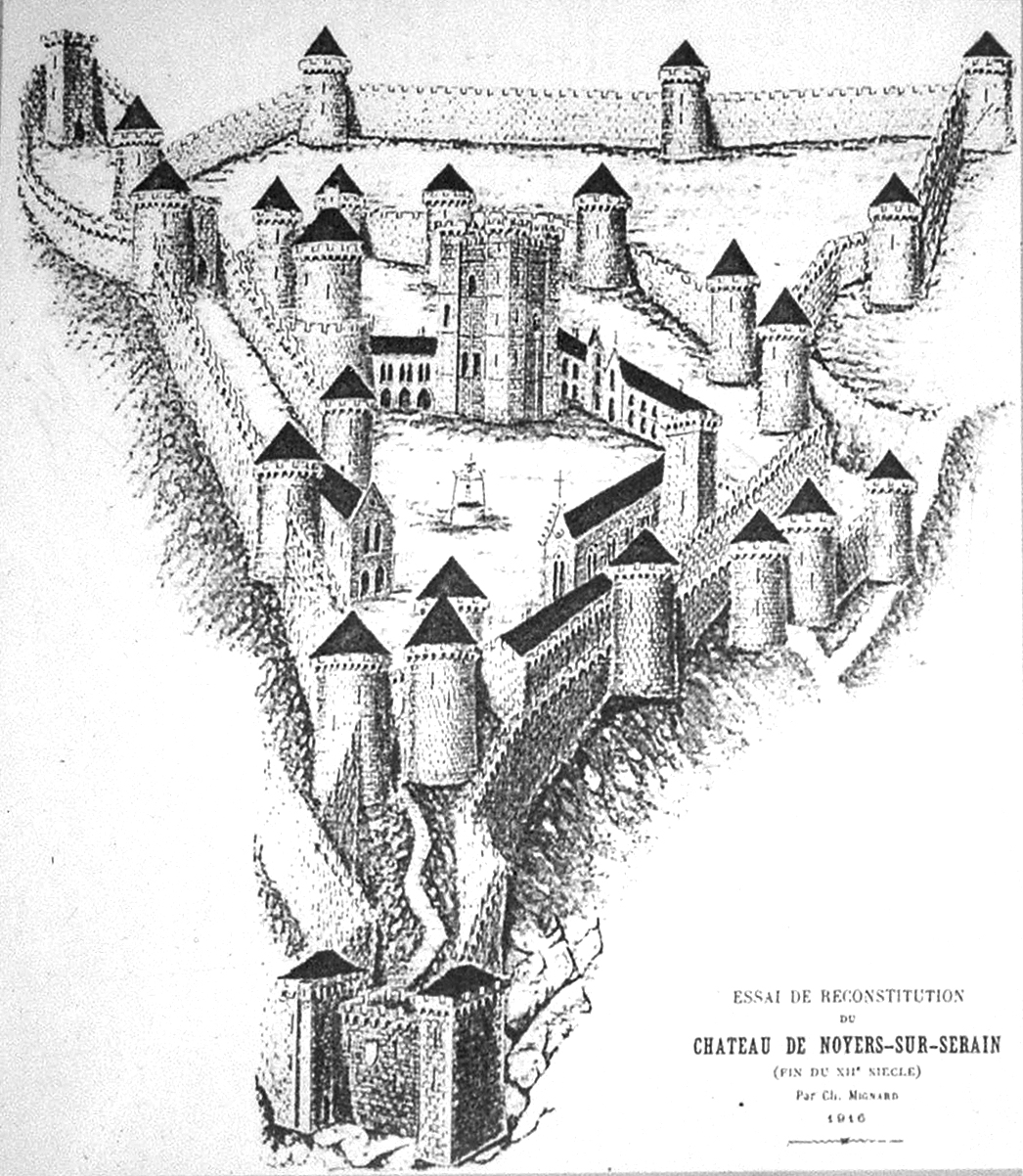
Reconstitution du château de Noyers

### Historiographie
Parallèlement à ses travaux d’archéologue, il se lance dans la recherche historique et réalise de nombreuses monographies de villages. Il donne des centaines de conférences dans l'Avallonnais afin de faire découvrir le patrimoine local aux habitants. En 1917, il réalise l'un des premiers répertoires bibliographiques de l'Yonne.
Nommé membre correspondant de la Section des Monuments Historiques pour le département de l'Yonne en 1921, il est promu Officier de l'instruction publique.

### Muséographie et vulgarisation
Toujours soucieux de vulgariser ses travaux, il crée les musées d'Arcy-sur-Cure et du petit séminaire de Joigny.
Il prend sa retraite à Avallon le 1er octobre 1927, à l’âge de 84 ans. Aussitôt, il lance une nouvelle revue, La Feuille de la Vie avallonnaise. Devenu vice-président de la Société d'Études d'Avallon, il prend une part capitale à l'installation du Musée d'Avallon. Dans la foulée, il crée un musée d'Art Religieux Populaire.
Un des aspects peu connus de l'abbé Parat est son rôle de vulgarisateur. Il a publié des centaines d'articles à destination du grand public dans les journaux tels que la Liberté de l'Yonne ou le défunt Journal de l'Yonne, journal de l’arrondissement d'Avallon.
Il meurt le 21 décembre 1931. La ville d'Avallon donnera son nom à la rue où il habitait et apposera une plaque. En 1965, une autre plaque à sa mémoire est apposée sur un mur d’enceinte du Camp antique de Cora, à Saint-Moré.

## Publications
- [1902] Alexandre Parat, « Les grottes de la Cure (côté d'Arcy) - La grotte du Trilobite, l'Égouttoir, les Nomades, la Roche-aux-Chats », Bull. Soc. des Sc. hist. et natur. de l'Yonne, 2e semestre, Auxerre,‎ 1902 (lire en ligne [sur gallica], consulté le 6 mai 2019), 42 p.
- [1903] Alexandre Parat, « Les grottes de la Cure (côté d'Arcy) - La grotte des Fées et les petites grottes de l'anse », Bull. de la Soc. des Sc. hist. et natur. de l'Yonne, 2e semestre,‎ 1903, 55 p.[3]
- [1908] Alexandre Parat, « Les Grottes de l'Yonne : la grotte de Nermont et les grottes de la Cure, du Vau-de-Bouche, du Cousain, du Serain et de l'Armancon », Bull. Soci. des sc. hist. et natur. de l'Yonne, 1er semestre, Auxerre, C. Milon (1909),‎ 1908 (lire en ligne [sur gallica], consulté le 3 mai 2019).
- [1910] Alexandre Parat, « Le cimetière barbare de Vaudonjon », Bull. Société d’Études d’Avallon, Auxerre, no 35 (50e et 51e années, 1911),‎ 1909-1910, p. 171-261 (présentation en ligne).
- [1910] Alexandre Parat, « Un pharmacien avallonnais, Jean-Baptiste Deschamps », Bulletin de la Société d'Études d'Avallon, Auxerre, no 35,‎ 1910.
- [1911] Alexandre Parat, « Le chasseur préhistorique de la vallée de l'Yonne », conférence faite à Clamecy pour la Jeunesse Catholique le 16 février 1911, Avallon, éd. Paul Grand,‎ 1911 (lire en ligne [sur gallica], consulté le 6 mai 2019).
- [1916] Alexandre Parat et Charles Mignard, « Le Château monumental de Noyers », Bull. de la Soc. des Sc. hist. et natur. de l'Yonne, éd. Galot, vol. 70,‎ 1916.
- [1918] Alexandre Parat et Charles Mignard, Le Château-fort ducal d'Avallon au XIIe siècle, Galot, 1918.
- Notices archéologiques villageoises de l'Avallonnais
  - [1922] Abbé Parat, Saint-Moré, Voutenay : les premiers habitants de l'Avallonnais, Avallon, Impr. de La Revue de l'Yonne, 1922, 49 p., sur gallica (lire en ligne).
- [1928] Alexandre Parat, « Introduction aux beaux-arts dans l'Avallonnais », Bulletin de la Société d'études d'Avallon,‎ 1928 (lire en ligne [sur gallica], consulté le 6 mai 2019).
- « Abbé Parat, bibliographie », sur data.bnf.fr (consulté le 6 mai 2019) : une soixantaine d'articles, essentiellement sur le nord de la Bourgogne, sont listés sur le site de la BnF.